# 811 (szám)
A 811 (római számmal: DCCCXI) egy természetes szám, prímszám.

## A szám a matematikában
A tízes számrendszerbeli 811-es a kettes számrendszerben 1100101011, a nyolcas számrendszerben 1453, a tizenhatos számrendszerben 32B alakban írható fel.
A 811 páratlan szám, prímszám. Normálalakban a 8,11 · 102 szorzattal írható fel.
Pillai-prím.
A 811 négyzete 657 721, köbe 533 411 731, négyzetgyöke 28,47806, köbgyöke 9,32553, reciproka 0,0012330. A 811 egység sugarú kör kerülete 5095,66328 egység, területe 2 066 291,462 területegység; a 811 egység sugarú gömb térfogata 2 234 349 833,9 térfogategység.
A 811 helyen az Euler-függvény helyettesítési értéke 810, a Möbius-függvényé −1.